# Théâtre du Pont de Sèvres
 (août 2016).
Le théâtre du Pont de Sèvres (ou ancienne gare du Pont de Sèvres) est un théâtre français situé au Pont de Sèvres, sur la rive gauche de la Seine, au-dessus du tramway T2. Sa capacité est de 106 personnes. Il peut aussi servir de salle de concert.

## Histoire
Le théâtre a été construit en 1889. Il fut d'abord une gare, laissée à l'abandon. C'est en 1983 que le bâtiment renaît sous une autre forme, un théâtre qui s'appelait autrefois[pas clair] "Le théâtre de tous les démons".
Un programme de rénovation souhaite rénover le théâtre afin que ce lieu soit plus attrayant.
Un budget de 20 millions lui a été attribué.